# Jean Grémillon
Jean Grémillon, född 3 oktober 1901 i Bayeux, Calvados, död 25 november 1959, var en fransk filmregissör. Grémillon utbildade sig till musiker och fick anställning som violinist vid en biograf. Han blev god vän med biografmaskinisten, Georges Périnal, och tillsammans gjorde de ett tjugotal korta dokumentärfilmer mellan 1923 och 1926. Grémillons talang upptäcktes och 1927 kom hans första långfilm. Han kom att samarbeta med manusförfattare som Jacques Feyder och Jacques Prévert, och var i början av 1930-talet med och utvecklade den poetiska realismen, en stilistisk strömning som fick stort genomslag under det följande årtiondet.
Bland Grémillons mest framträdande filmer märks Stormnätter, ett stämningsfullt sjöfartsdrama med Jean Gabin i huvudrollen och manus av Prévert. Filmen påbörjades 1939 men färdigställdes först 1941 på grund av krigsutbrottet. Ett annat betydelsefullt samarbete med Prévert är Bergtagen från 1943. År 1944 utkom Grémillon med den vänsterpolitiskt präglade Le ciel est à vous ("Himlen är er"). Grémillon är även ihågkommen för sina många kvinnoporträtt, och särskilt sina samarbeten med skådespelerskan Madeleine Renaud.

## Filmer i urval
- Maldone (1927)
- Fyrvaktarna (Gardiens de phare) (1929)
- Efter 10 år (La petite Lise) (1930)
- Kvinnotjusaren (Gueule d'amour) (1937)
- Dubbelliv (L'étrange M. Victor) (1938)
- Stormnätter (Remorques) (1941)
- Bergtagen (Lumière d'été) (1943)
- Le ciel est à vous (1944)
- Manslukerskan (Pattes blanches) (1949)
- L'étrange madame X (1951)
- En kvinnas kärlek (L'amour d'une femme) (1954)